# Компанієць Соломон Маркович
Соломон Маркович Компанієць (1873-24 травня 1941, Харків) — український та радянський оториноларинголог, доктор медичних наук, професор.

## Біографія
У 1897 році закінчив медичний факультет Київського університету. Вивчав патологічну анатомію при Петербурзькій військово-медичній академії. З 1900 року працював у Катеринославі (нині Дніпро). У той же час зацікавився питаннями отоларингології і для її вивчення виїхав за кордон. Проходив навчання у провідних фахівців того часу: Політцера, Штерна, Гаєка, Хіарі, Урбанчича. Після повернення в 1912 році захистив в Петербурзькій військово-медичній академії докторську дисертацію на тему «До питання про частоту удаваної глухоти серед потерпілих від нещасних випадків і про методи її виявлення, визнану основною працею з експертизи приглухуватості і глухоти.
Після цього повертається до Катеринослава, де в 1920 році стає доцентом кафедри Катеринославського медичного інституту. Незабаром тут же отримує професорську посаду.
У 1924 році заснував перше радянське отоларингологічне періодичне видання — «Журнал вушних, носових і горлових хвороб» (рос. Журнал ушных, носовых и горловых болезней), — редактором якого залишався до самої смерті.
У 1930 році стає директором клініки хвороб вуха, горла і носа 1-го Харківського медичного інституту і Українського інституту вдосконалення лікарів. У тому ж році очолює отоларингологічну кафедру Харківського стоматологічного інституту, після закриття якого в 1938 році призначається на посаду наукового керівника Українського центрального науково-дослідного інституту з хвороб вуха, горла і носа.
У 1941 призначений завідувачем оториноларингологічної кафедри інституту удосконалення лікарів та Київського стоматологічного інституту.
Помер у 1941 році в Харкові.

### Внесок у медицину
Компанейцу належить 124 опубліковані наукові праці з медицини. Він займався питаннями фізіології і патології слухового і вестибулярного апарату, в тому числі писав про контузіонні поразки, пораненнях верхніх дихальних шляхів, глухонемоті, старечій туговухості. Також Компанієць розробив методи дослідження слуху та прилад для визначення кута протиобороту очей.
Великий внесок вніс у навчання майбутніх отоларингологів, є автором медичних підручників і посібників.
У 1932 р. удостоєний звання заслуженого професора.
Очолював Товариство оториноларингологів УРСР і Склеромний комітет Наркомздоров'я УРСР.

## Родина
Компанієць Олександр Соломонович — син, радянський фізик-теоретик.

## Вибрана бібліографія
- Материалы к вопросу о влиянии воздушной контузии на функции слухового и вестибулярного аппаратов. Екатеринослав, 1925
- Болезни уха. Харьков, 1934
- Оториноларингология. Киев, 1936
- Болезни уха, носа и горла. М., 1942
- Болезни носа и околоносовых пазух. Киев, 1949.